# Cissus pingtungensis
Cissus pingtungensis là một loài thực vật hai lá mầm trong họ Nho. Loài này được S.S.Ying miêu tả khoa học đầu tiên năm 1996.